# 마일 22
《마일 22》(영어: Mile 22)는 2018년 개봉한 미국의 액션 스릴러 영화이다. 피터 버그가 감독을, 레아 카펜터가 각본을 맡았다.

## 출연

### 주연
- 마크 월버그
- 로렌 코핸
- 이코 우웨이스
- 론다 로우지
- 존 말코비치

### 조연
- 씨엘
- 푸나 자가나단
- 테리 키니
- 니콜라이 니콜래프
- 샘 메디나
- 칼로 앨반
- 빌리 스미스

## 기타
- 공동제작: 에릭 헤프론
- 사운드슈퍼바이저: 드로르 모하르
- 미술: 앤드류 멘지스
- 세트: 나탈리 포프
- 특수효과: 맷 커쳐
- 의상: 버지니아 존슨
- 배역: 쉘리아 자프